# WBMA
WBMA ou WBMA-LD est une station de télévision américaine affilié au réseau ABC détenue par Sinclair Broadcast Group et située à Birmingham dans l'Alabama.
La station émet à faible puissance à Birmingham et ses environs immédiats, et son appellation, ABC 33/40, provient de ses deux stations satellites de pleine puissance, WJSU-TV (canal 40) à Anniston et WCFT-TV (canal 33) à Tuscaloosa, qui agrandit le territoire. Depuis octobre 2014, le canal 33 ne retransmet plus la programmation de WBMA.

## Diffusion
La station est diffusée dans la zone de Birmingham sur le canal 58, sur un signal de faible intensité tandis que le reste de la couverture se fait avec trois émetteurs plus puissants sur les canaux 68, 17 et 40.

## Télévision numérique terrestre
| Canal virtuel | Image | Aspect | Programmation                       |
| ------------- | ----- | ------ | ----------------------------------- |
| 58.1          | 720p  | 16:9   | Programmation principale WBMA / ABC |
| 58.2          | 480i  | 4:3    | James Spann 24/7 Weather            |
| 58.3          | 480i  | 16:9   | Stadium (en)                        |
| 58.4          | 480i  | 16:9   | Charge! (en)                        |